# Les Juives
Les Juives est une tragédie humaniste, en vers, de Robert Garnier, parue en 1583. Elle reprend l'épisode biblique de la prise de Jérusalem par le roi de Babylone.

## Résumé
Sédécie (Sédécias) s’allie au pharaon d’Égypte contre Nabuchodonosor qui assiège Jérusalem, la ruine et emmène les Hébreux en captivité à Babylone.

## Contexte
Alors que les premières tragédies humanistes avaient des thèmes mythologiques (Didon se sacrifiant, 1555) ou d'histoire antique (Cléopâtre captive, 1553), Robert Garnier, catholique, participe à l'élaboration d'un corpus de tragédies issues de l'histoire biblique. Buchanan avait produit une tragédie biblique dès 1554 (Jephte), et Jean de la Taille en 1571 (Saül le furieux), mais ce courant n'est pas alors le plus représenté. 

## Thème
Que Dieu puisse punir les péchés en envoyant des fléaux (guerre, persécution, épidémie…) est un thème fréquent dans les tragédies humanistes françaises, notamment chez les protestants et ces compatriots, Garnier lui-même, dans Bradamante.

## Éditions
- Les Juifves, tragédie de Robert Garnier, Robert Estienne, 1583 lire en ligne sur Gallica
- Les Juives, 17 lithographies originales, 12 vignettes de titres et culs-de-lampe gravés sur bois par Léon Zack, 166 exemplaires numérotés, Éditions Frères Jarach, 1946[3].
- Les Juifves  (édition de Keith Cameron), Exeter, Elm Bank Publications, 1996, 85 p. (ISBN 0-9502595-7-8, lire en ligne)
- Les Juives, édition présentée, établie et annotée par Michel Jeanneret, Gallimard, collection « Folio Théâtre, 2007
- Les Juifves, tragédie, édition critique par Sabine Lardon, Théâtre complet, volume 7, H. Champion, 2004

## Adaptations
- Les Juives, mise en scène de Éric Génovèse, texte de Robert Garnier, avec Lucas Anglares (Sédécie, roi de Jérusalem), Laurent Battist (Sarree, grand pontife), Bruno Bernardin (Nabuzardan, lieutenant général de l'armée), Théâtre du Marais, 27 février 2001[4]